# Bertran Albaric
Bertran Albaric, est un troubadour provençal de la fin du XIIIe siècle.

## Biographie
La vie de Bertran Albaric n'est pas connue. Son nom est mentionné sur un chansonnier provençal connu sous le nom de chansonnier Giraud. La tenson et les deux coblas s'y trouvant, sont datées sur une période allant de 1270 à 1310. 

## Œuvre

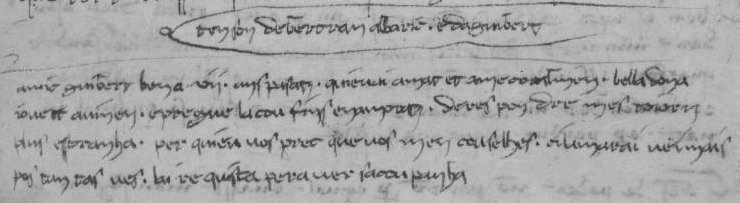
Début de la tenson avec Guibert
BNF Français ms.12472 f.20v

La tenson est échangée avec Guibert et les deux troubadours s'interrogent sur la persévérance que l'on doit mettre dans l'amour de sa dame. Dans la première cobla de Bertran Albaric, celui-ci se félicite d'avoir placé son amour si haut qu'un empereur y trouverait honneur. La seconde cobla contient un retour sur l'ancien temps : « Au temps passé on savait aimer loyalement, maintenant, chacun se donne pour énamouré sans en connaître la droite voie... ».
Voici la transcription de la seconde cobla :
Ausit ai dir qu'el tems ques es pasatz 

Entendi’ hom en amor lialmen, 

Et aras vei qu’es tornat a nien, 

Qués un chasqun ci fai enamoratz 

E non sabon d'amor la drecha via, 

C'om deu guardar, con ci deu captener, 

Car non es res c’om deia tan temer 

Con sas amos qui l'a bell'e jolia. 